# استرلا ۱۱۶۹۷
سیارک ۱۱۶۹۷ (به انگلیسی: 11697 Estrella، نامگذاری:1998FX98) یازده هزار و ششصد و نود و هفتمین سیارک کشف شده‌است که در ۳۱ مارس ۱۹۹۸ کشف شد.
قدر مطلق سیارک برابر ۱۷٫۰ است.